# 第二次兵備
第二次兵備（だいにじへいび）とは、大日本帝国陸軍が太平洋戦争末期の1945年4月2日に実施した大規模な兵力増強である。通常、師団を増やすような大きな兵備計画は年度ごとに計画・実施されるが、1945年にはそれが2月、4月、5月と三回あったため、それぞれ第一次兵備、第二次兵備、第三次兵備と呼ぶ。計3回の兵備によって、54個の師団が新設された。
第二次兵備では、機動打撃師団8個・独立戦車旅団6個が新設された。上陸してきた敵を海岸線に配備された沿岸配備師団が足止めし、それらを撃滅することを目的とした機動力・武装に優れる師団群として構想されたが、緊急動員であり、その目標が達成されたとは言いがたい。
通常の歩兵連隊のほか野砲連隊や迫撃砲連隊・機関銃連隊などが所属する攻撃力の高い師団として編成された。

## 配備師団
- 第201師団
- 第202師団
- 第205師団
- 第206師団
- 第209師団
- 第212師団
- 第214師団
- 第216師団

- 独立戦車第2旅団
- 独立戦車第3旅団
- 独立戦車第4旅団
- 独立戦車第5旅団
- 独立戦車第6旅団
- 独立戦車第7旅団